# Social Forecasting
Social Forecasting ist ein Crowdsourcing-Ansatz, dessen Ziel es ist, das verteilte Wissen von Mitarbeitern und Experten zu aggregieren und in quantifizierbare Geschäftskennzahlen umzuwandeln, die dann der Unternehmensleitung bzw. dem Management zur Verfügung stehen. Es ist eine betriebswirtschaftliche Methode, um mithilfe des kollektiven Wissens einer Gruppe Aussagen über den Ausgang zukünftiger Ereignisse zu treffen. Social Forecasting ist eine Kombination aus Crowdsourcing, Gamification-Elementen sowie einer virtuellen Prognosebörse. Unternehmen nutzen Social Forecasting, um Prognosen, Analysen und andere Kennzahlen von ihren Mitarbeitern für zukunftsweisende Fragen zu erhalten.

## Einführung
Social Forecasting nutzt das Prinzip der Schwarmintelligenz und nutzt das Crowdsourcing-Konzept für Vorhersagen. Eine Gruppe wird bezüglich des Eintretens künftiger Ereignisse oder zur Wirkung von Entscheidungen befragt. Historisch gesehen ist Social Forecasting die Weiterentwicklung von Prognosemärkten. Dieser Ansatz wurde in den 1980er Jahren in den USA beim Iowa Election Markets (IEM) erstmals eingesetzt – man konnte online mit einem symbolischen Einsatz von einigen Cents auf den Ausgang von Wahlergebnissen wetten. Die Ergebnisse der IEM fielen genauer aus als die Prognosen der Marktforscher. Social Forecasting als Web-2.0-Tool ist ein durch den deutschen Unternehmer Aleksandar Ivanov geprägter Begriff. In Indien wird der Begriff als Terminus zur Prognose der gesellschaftlichen („social“) Entwicklung genutzt.

## Vorgehensweise
Social Forecasting ähnelt in seiner Bedeutung und seinem Ansatz einer online-basierten Crowdsourcing-Umfrage. Bei Social Forecasting werden jedoch gezielt Fragen zum Ausgang zukünftiger Ereignisse gestellt, z. B. dem Absatzpotential neuer Produkte oder den zukünftigen Marktanteilen auf einem bestehenden Markt. Die Abgrenzung zum klassischen Crowdsourcing liegt in der speziellen Auswahl der Teilnehmer: Social Forecasting benötigt keine repräsentativen Teilnehmer („representative crowd“) aus dem Netz, sondern „wissende Teilnehmer“ („wise crowd“). Des Weiteren werden, ebenfalls im Gegensatz zu herkömmlichem Crowdsourcing, bei Social Forecasting primär Mitarbeiter zur Befragung herangezogen. Dadurch wird deren Konsumentensicht als auch deren unternehmensspezifisches Wissen als auch deren professionelle Markt- und Fachexpertise berücksichtigt und in einem Wissenspool integriert. Durch diesen Einsatz wird auch berücksichtigt, dass kein betriebsrelevantes Wissen oder sensible Daten an die Öffentlichkeit gelangen.
Ein weiteres wichtiges Element von Social Forecasting ist das Setzen entsprechender Anreize sowie der Einsatz von Gamification-Elementen. Denn bei Umfragen wird allein die Teilnahme belohnt, bei Social Forecasting dagegen die Genauigkeit der Antwort. Die Teilnehmer sollen auf diese Weise dazu animiert werden, möglichst wahrheitsgetreue und genaue Prognosen abzugeben. Dazu werden über einer virtuellen Prognosebörse gezielt Fragen zur Entwicklung zukünftiger Ereignisse gestellt. Wenn der jeweilige Teilnehmer eine sehr gute Prognose abgibt, wird sein Gewinn dementsprechend höher ausfallen. Zusätzlich kann ein Ranking der besten Teilnehmer veröffentlicht werden, um auf diese Weise eine größere Motivation zu schaffen, gute Einschätzungen abzugeben.
Ein letzter wesentlicher Unterschied zu anderen Methoden liegt in der Aktualisierung der Ergebnisse. Häufig ändern sich Annahmen und Rahmenbedingungen derart oft, dass eine Umfrage wiederholt werden muss. Social Forecasting funktioniert anders, da das Anreizsystem dafür sorgt, dass bei Bekanntwerden neuer Informationen die Teilnehmer von selbst einen Anreiz haben, ihre Meinungen sofort zu aktualisieren, um ihre Gewinnchancen zu steigern.

## Nutzwert für Unternehmen
Social Forecasting wird von Unternehmen zur Unterstützung von Businessentscheidungen genutzt.
Beim Social Forecasting wird das relevante Wissen nicht in Wikis und Blogs, sprich in Textform, sondern in Zahlen umgewandelt und somit direkt greifbar. Das Management kann so durch den Crowdsourcing-Ansatz Prognosen, Analysen und anderen Angaben der Mitarbeiter verwerten.

## Einsatzgebiete
Social Forecasting kann in vielfältigen Bereichen eingesetzt werden:
- Marktprognose, z. B. Prognose von Absatzzahlen, Marktanteilen, Wachstumsraten für beliebige Produkte
- Competitive Intelligence, z. B. Risiko für Markteintritt neuer Wettbewerber in Segment X
- Projektmanagement, z. B. wahrheitsgetreue Frühwarnindikatoren und präzise Schätzungen tatsächlicher Fertigstellungstermine, Milestones u. ä.
- Produktinnovation, z. B. Life-Time-Umsatzpotenzial, tatsächliche Entwicklungskosten und -dauer bei neuen Produktideen; Potenzialabschätzung neuer Produktideen
- F&E-Management, z. B. Technologietrends quantifizieren, Entwicklungsrisiken rechtzeitig abschätzen;
- Risikomanagement, z. B. Schätzung von Kreditausfallrisiken; Prognose des mittleren Kreditrisikos und Kreditvolumens; effizientere Eigenkapitalplanung für Basel-II-Reserven
- Wirtschaftsprognosen, z. B. Arbeitslosenquote, Wirtschaftswachstum
- Absatzplanung: Anzahl Neukunden; Anzahl verkaufter Produkte

## Beispiele aus der Praxis

### Marktprognose
Marktprognosen, zum Beispiel die Prognose von Absatzzahlen, Marktanteilen, Wachstumsraten für beliebige Produkte. Der Konsumgüterhersteller Henkel nutzt Social Decision Support und konnte damit seine Prognosegenauigkeit um 22 Prozent steigern.

### Competitive Intelligence
Competitive Intelligence, zum Beispiel Risiko für Markteintritt neuer Wettbewerber in Segment X abschätzen. Zeppelin Rental setzt Social Decision Support ein, um das Wissen von Mitarbeitern aus seinen über 100 Standorten für strategische Fragen zu bündeln.

### Produktinnovation
Produktinnovation, zum Beispiel zur Prognostizierung von Flopraten, tatsächlichen Entwicklungskosten und -dauer bei neuen Produktideen. Tchibo hat mit Social Decision Support das Wissen seiner Filialmitarbeiter für die Beurteilung neuer Produkte genutzt.

### F&E-Management
F&E-Management, zum Beispiel die Quantifizierung von Technologietrends, um Entwicklungsrisiken rechtzeitig abschätzen. Die Deutsche Telekom bündelt das Wissen von 240.000 Mitarbeitern, um die das Potenzial neuer Technologien besser abzuschätzen.

### Wirtschaftsprognosen
Wirtschaftsprognosen, zum Beispiel Arbeitslosenquote, Wirtschaftswachstum. Der Saatguthersteller Syngenta nutzt Social Decision Support, um frühzeitig seine Produktion an die zu erwartende globale Nachfrage anzupassen.

## Ähnliche Konzepte
Vorläufer von Social Forecasting sind sog. Prognosemärkte. Dabei handelt es sich um einen virtuellen Marktplatz, auf dem in der Zukunft liegende Ereignisse mit unbekanntem Ausgang gehandelt werden, zum Beispiel die Frage nach dem Absatz von Produkt A in einem bestimmten Zeitraum. Teilnehmer geben auf dieser Handelsplattform ihre eigene individuelle Prognose ab, indem sie eine Anzahl von Punkten auf einen bestimmten Ausgang der Fragestellung wetten, ähnlich einer Wertpapierbörse. Dabei sind diese Prognosen oftmals genauer als die Meinungen von Experten.